# Sowjetische Eishockeynationalmannschaft

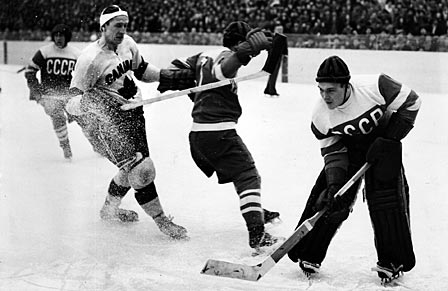
Szene aus dem entscheidenden Spiel gegen Kanada bei der Weltmeisterschaft 1954

Die sowjetische Eishockeynationalmannschaft (russisch: Сборная СССР по хоккею с шайбой; Transkription: Sbornaja SSSR pa chokkeju s schaiboi) galt zeit ihres Bestehens als beste Eishockeynationalmannschaft der Welt.
Mit ihrem Auftauchen auf der internationalen Wettkampfbühne 1954 begann die Sowjetunion Kanada als dominierende Eishockey-Nation abzulösen, ab 1963 schließlich entschied ihr Auswahlteam den Großteil der interkontinentalen Turniere für sich. Den Canada Cup konnte die vorrangig aus russischen Akteuren bestehende „Sbornaja“ allerdings nur einmal (1981) gewinnen. Mit Auflösung der UdSSR im Dezember 1991 und der Übernahme der Rechtsnachfolge durch Russland hörte auch die sowjetische Nationalmannschaft auf zu existieren. In Anlehnung an die Gründung der GUS durch ehemalige Sowjetrepubliken nahm an den Eishockeywettbewerben der Olympischen Winterspiele 1992 das Vereinte Team teil, welches mit dem Gewinn der Goldmedaille die erfolgreiche Tradition der UdSSR-Auswahl fortsetzte. Das Gleiche galt zunächst auch für die russische Mannschaft, die fortan den Platz der „Sbornaja“ einnahm und 1993 die WM-Titelsammlung auf 23 erhöhte. Doch bereits mit dem enttäuschenden Abschneiden bei der WM 1992, als der Rekordweltmeister mit Platz fünf erstmals in seiner Historie von einem Großereignis ohne Medaillengewinn zurückkehrte, hatte sich das Ende der sowjetisch/russischen Eishockey-Ära angedeutet. Tatsächlich blieb Russland für die nächsten acht Jahre ohne Medaillengewinn. Einzige Ausnahme bildeten in dieser Zeit die Olympischen Winterspiele 1998, bei denen die Mannschaft den Silberrang belegte.

## Disput um die anhaltende sowjetische Dominanz
Seit der Mitte der 1950er Jahre im Amateureishockey einsetzenden Verschiebung der Kräfteverhältnisse zugunsten der sowjetischen und tschechoslowakischen Mannschaften wurde unter den Beobachtern wiederholt die Frage des rechtmäßigen Amateurstatus thematisiert. Um eine vermeintliche Chancengleichheit gegen die aus sogenannten Staatsamateuren bestehenden Teams der beiden Ostblock-Staaten herbeizuführen, gab es daher vorrangig von kanadischer Verbandsseite Bestrebungen, das rigorose Startverbot für Profisportler bei Weltmeisterschaften und Olympischen Spielen aufzuheben.
Als ein Antrag der Canadian Amateur Hockey Association auf Zulassung von sechs bis neun Spielern der National Hockey League pro Tournament beim internationalen Eishockey-Amateurverband IIHF scheiterte, blieb der damalige Rekordweltmeister aus Kanada sämtlichen Austragungen zwischen 1970 und 1976 fern. Als dennoch ab 1976 den Berufsspielern die Teilnahme an Eishockey-Weltmeisterschaften und olympischen Turnieren gestattet wurde, änderten auch die von dieser Maßnahme in erster Linie profitierenden Teams aus Kanada und den USA nichts an der seit Jahren anhaltenden sowjetischen Dominanz. So bestanden die nordamerikanischen Mannschaften weiterhin zum großen Teil aus College-Spielern der CIS bzw. NCAA, da zahlreiche Profis durch die zeitgleich in der NHL stattfindenden Play-offs nicht verfügbar waren oder freiwillig auf einen Start bei Winterspielen oder Weltmeisterschaft verzichteten. Auch ließ der Umstand, dass das Amateureishockey auf deutlich breiteren Spielfeldern als in der NHL ausgetragen wurde, die im Vergleich zur sowjetischen und tschechoslowakischen Ausführung eher auf körperliche Robustheit ausgelegte nordamerikanische Spielweise oftmals wirkungslos erscheinen.
Als wesentlicher Grund für die Überlegenheit der „Sbornaja“ wurde jedoch von vielen Experten das unverwechselbare Zusammenspiel des eingespielten Kaders angeführt, der über Jahre hinweg nahezu identisch mit dem des sowjetischen Serienmeisters ZSKA Moskau war. Diese Tatsache, welche der UdSSR auch gegenüber der Tschechoslowakei einen Vorteil verschaffte, ließ sowjetische Mannschaften auch auf nordamerikanischem Boden gegen Profiteams bestehen. So waren vorrangig die Begegnungen gegen die andere „Eishockey-Supermacht“ Kanada in den beiden Summit Series 1972 und 1974 sowie beim Canada Cup vom Spiel zweier gleichwertiger Gegner gekennzeichnet. Auf Klubebene gewann darüber hinaus der ZSKA Moskau bei der im Rahmen der Super Series durchgeführten Nordamerika-Tourneen die meisten seiner Vergleiche gegen die gastgebenden NHL-Mannschaften.

## Trainer
- 1953 Anatoli Tarassow
- 1954–1957 Arkadi Tschernyschow
- Wladimir Jegorow
- 1958–1960 Anatoli Tarassow
- 1961–1972 Arkadi Tschernyschow
- 1972–1974 Wsewolod Bobrow
- 1975–1977 Boris Kulagin
- 1977–1991 Wiktor Tichonow

## Bedeutende Spieler
- Helmuts Balderis
- Wsewolod Bobrow
- Wjatscheslaw Bykow
- Waleri Charlamow
- Wjatscheslaw Fetissow
- Anatoli Firsow
- Alexei Kassatonow
- Wiktor Konowalenko
- Wladimir Krutow
- Igor Larionow
- Sergei Makarow
- Alexander Malzew
- Boris Michailow
- Wladimir Petrow
- Alexander Ragulin
- Wjatscheslaw Starschinow
- Wladislaw Tretjak

## Statistik

### Olympische Spiele
- Olympiasieger: 1956, 1964, 1968, 1972, 1976, 1984, 1988, 1992 (als Vereintes Team)
- Silbermedaille: 1980 (siehe auch Miracle on Ice)
- Bronzemedaille: 1960

Bis einschließlich 1952 keine Teilnahme an Olympischen Spielen

### Weltmeisterschaft
- Weltmeister: 1954, 1956, 1963, 1964, 1965, 1966, 1967, 1968, 1969, 1970, 1971, 1973, 1974, 1975, 1978, 1979, 1981, 1982, 1983, 1986, 1989, 1990
- Silbermedaille: 1955, 1957, 1958, 1959, 1972, 1976, 1987
- Bronzemedaille: 1960, 1961, 1977, 1985, 1991

Bis einschließlich 1953 sowie 1962 keine WM-Teilnahme

### Summit Series
- 1972 – Gegen Kanada mit drei Siegen, einem Unentschieden und vier Niederlagen verloren
- 1974 – Gegen Kanada mit vier Siegen, drei Unentschieden und einer Niederlage gewonnen

### Canada Cup
- 1976: Dritter Platz
- 1981: Erster Platz
- 1984: Halbfinale
- 1987: Zweiter Platz
- 1991: Fünfter Platz